# Pejzaž (likovni motiv)
Pejzaž, pejsaž (francuski: paysage) ili krajolik je likovni motiv s prikazom krajobraza ili dijela krajolika. Prema kraju u kojem je rađen može biti: planinski, šumski, poljski, riječni ili pejzaž mora zvan marina; panorama je široki pogled na grad, a veduta je prikaz gradskih trgova i ulica. Posebna vrsta pejzaža je ruinizam, tj. slikanje starih arhitektonskih spomenika u ruševnom stanju. Osim po mjestu gdje je naslikan, pejzaž dobiva nazive i po vremenu kada je naslikan: proljetni, ljetni, jesenski, zimski, jutarnji, podnevni i sutonski - od kojih svaki ima svoje karakteristike i svoje majstore. Napokon, pejzaže dijelimo i po načinu slikanja: vizualni (nastao izravnim promatranjem prirode) i imaginarni (stvoren maštovitim kombiniranjem elemenata viđenog pejzaža). Pejzaž je u svojoj osnovi slika duha svoga autora i epohe u kojoj autor živi.
U likovnoj umjetnosti motiv koji prikazuje krajolik kao samostalnu temu poznat je bio u antici (Umjetnost starog Rima), no tijekom srednjeg vijeka postaje samo okvirom vjerskih motiva, a preporod doživljava u europskom slikarstvu od 16. stoljeća (Renesansa). 
U Kini i Japanu prisutan je od 6. i 7. stoljeća i smatra se među njihova najvrednija ostvarenja. 
Prvi krajolici slikani izravno u prirodi (plenerizam) javljaju se tek u impresionizmu.

## Bliski motivi
- Veduta je talijanski izraz za pogled, i često se koristi za pejzažni prikaz grada koji je čest motiv slikarstva 18. stoljeća.
- Marina je čest motiv koji prikazuje luku s brodovima.
- Nebeski prizor (engl. Skyscape) je slika oblaka, klimatskih formacija i atmosferskih prilika.

## Primjeri u umjetnosti
- P. A. Renoir: Zalazak sunca nad morem
- Jan Nepomucen Głowacki: Vavel u Krakowu, 1847
- Bilinska
- F.Post: Pogled na Olindu, Brazil

## Vanjske poveznice
- Nils Büttner, "Povijest pejsažnog slikarstva", New/York/London 2006.  Arhivirana inačica izvorne stranice od 29. listopada 2008. (Wayback Machine)
- Claude Lorrain - Virtuoz pejzažnog slikarstva, Hrvatska revija, 3/2005, 112-115
- Neretvanski pejsaži Velimira Trnskog, 24. 6. 2019.